# Mantschen
Der Mantschen ist ein 1825 m ü. A. hoher Berg im Vorkarwendel in Tirol.
Der Mantschen bildet zusammen mit der Montscheinspitze und dem Kotzen einen hufeisenförmigen Kamm, der das Montscheinkar und die tiefer gelegene Kotzenalm einschließt.
An dessen östlichem Ende befindet sich der Mantschen, getrennt vom weiteren Grat durch den sogenannten Mantschenhals.
Über die Kotzenalm ist der Mantschen auch als einsame Bergwanderung erreichbar.